# Kinectimals
Kinectimals fue un videojuego par Xbox 360 que utiliza el sistema Kinect, es desarrollado por Frontier Developments y distribuido por Microsoft Game Studios, En Kinectimals los jugadores pueden interactuar con los animales virtuales de una manera similar a los animales domésticos, el juego incluye actividades tales como enseñar trucos a los animales, guiando al animal alrededor de una carrera de obstáculos, y jugar de forma libre, el juego es uno de los más vendidos del sistema Kinect.
El videojuego está dirigido a un público joven, sobre todo los niños, e incluye once animales virtuales diferentes, todos basados en los gatos salvajes.
Actualmente hay una versión llamada Kinectimals: Ahora con osos, que fue lanzada el 11 de octubre de 2011.

## En el juego
A través del juego los jugadores pasan tiempo utilizando el sistema Kinect para alimentar, jugar y cuidar a su animal. Al iniciar el juego, el jugador visitará Ciudad de piel, donde se elegirá uno de los cinco cachorros iniciales. Al jugar el juego, más cachorros puede ser desbloqueados. A lo largo del juego hay que desbloquear once cachorros, pueden ser desbloqueados en las actividades del juego.

## Lista de animales
Cuando un jugador de primera visita a Ciudad Fur para seleccionar un cachorro, que se presentan con cinco cachorros iniciales que se puede ampliar mediante el avance a través de la historia del juego, la exploración en Kinectimals códigos de escaneado, o a través de contenido descargable.

### Cachorros iniciales
- Guepardo
- Tigre de Bengala
- Pantera negra
- León Africano
- Leopardo Africano

### Cachorros adicionales
Mediante el juego, los cachorros siguientes pueden ser desbloqueados:
- Pantera nebulosa de Borneo
- Serval
- Jaguar
- Bobcat
- Siberian Tiger
- Sabertooth Tiger

### Osos bebes
- Oso canela
- Oso polar
- Oso Negro
- Grizzly Bear
- Giant panda

### Adicionales osos bebes
Mediante el juego, los siguientes oseznos se puede desbloquear:
- Oso glaciar
- Oso Kodiak
- Koala
- Oso del sol
- Oso de anteojos
- Teddy Bear
- Red Panda

### Adicionales de Kinectimalsahora con los osos(Isla del Oso DLC)
Estos cachorros de gato se puede desbloquear si tiene la versión de oso.
- Caspian Tiger
- Cueva del León
- Iriomote Cat
- Liger
- Marbled Cat